# Erythraeidae
Erythraeidae (лат.) — семейство тромбидиформных клещей из надсемейства Erythraeoidea. Более 700 видов.

## Описание
Личинки этих клещей паразитируют на других членистоногих, например на сенокосцах, насекомых, многоножках, но взрослые особи являются свободноживущими хищниками. Эти овальные клещи довольно крупные, обычно красноватого цвета и густо опушенные. Ноги, особенно первая и четвертая пары, длинные и приспособлены для бега. У них одна или две пары глаз, и микроскопически их можно отличить от родственных семейств по наличию единственного когтя на голени щупика.
Личинки прогрызают отверстие в кутикуле хозяина и используют стилостом, который действует как соломинка для питья, чтобы пить жидкости организма, растворенные в тканях.
Личинки двух описанных видов Leptus питаются пчёлами: Leptus ariel живет на европейской медоносной пчеле в Гватемале, а Leptus monteithi является паразитом пчёл вида Leioproctus (Colletidae) на Тасмании.

Личинка клеща на ноге сенокосца
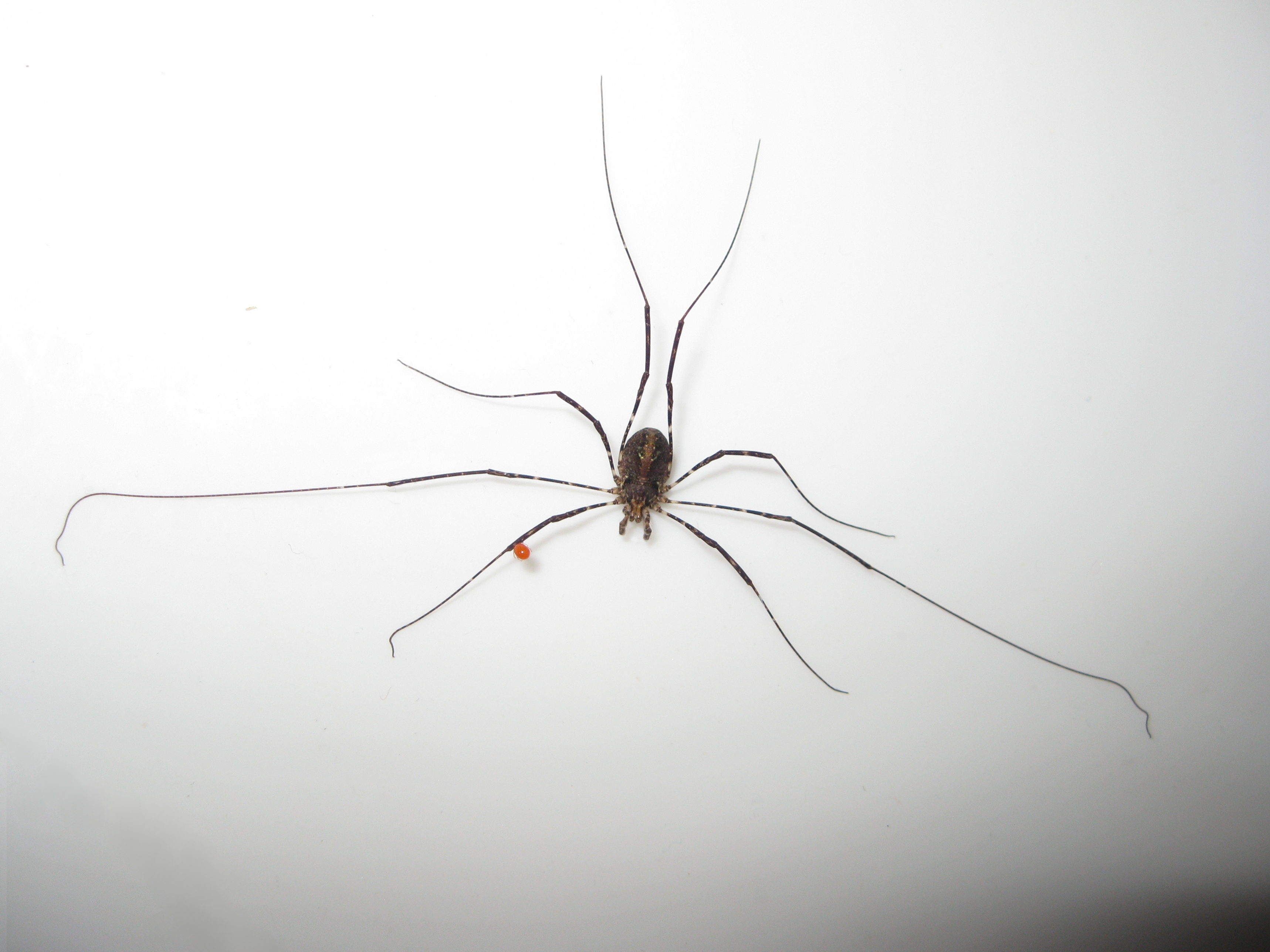
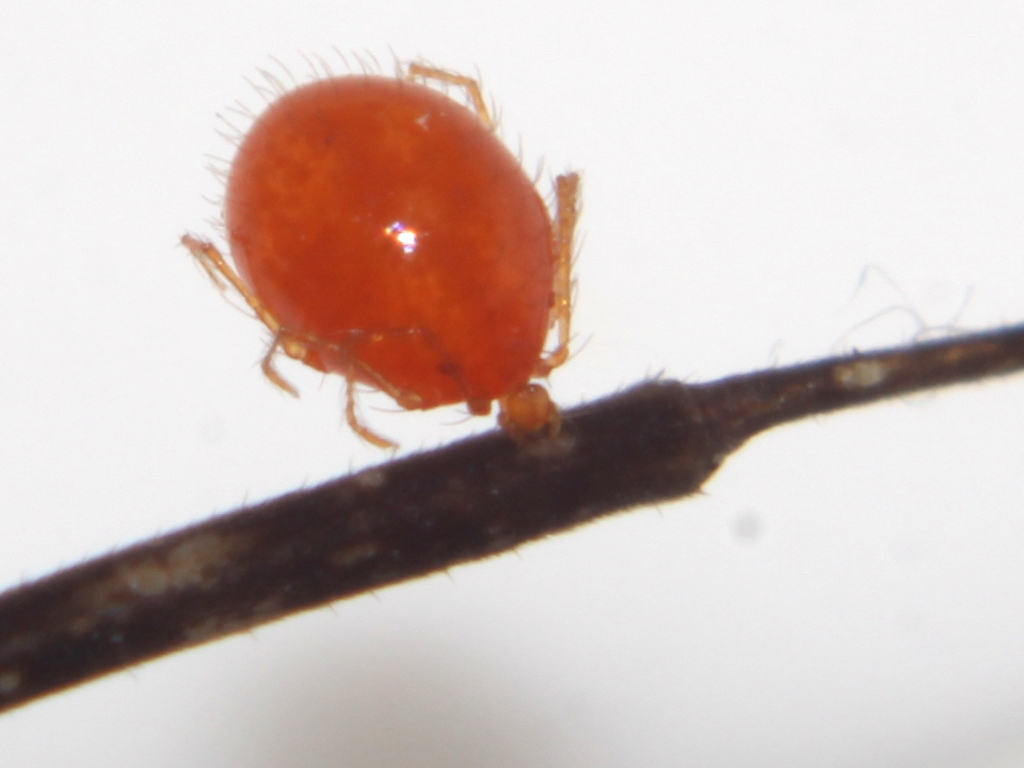

## Палеонтология
Ископаемый вид Burerythrites pankowskii найден в верхнемеловом бирманском янтаре на территории современной Мьянмы.

## Систематика
Включает около 60 родов и более 700 видов.
- Подсемейство Abrolophinae Witte, 1995
  - Abrolophus Berlese, 1891
  - Grandjeanella Southcott, 1961
  - Hauptmannia Oudemans, 1910
  - Rudaemania Haitlinger, 2000
- Подсемейство Balaustinae Grandjean, 1947
  - Balaustium von Heyden, 1826
  - Neobalaustium Willmann, 1951
- Подсемейство Callidosomatinae Southcott, 1957
  - триба Callidosomatini
    - Caeculisoma Berlese, 1888
    - Callidosoma Womersley, 1936
    - Carastrum Southcott, 1988
    - Cecidopus  Beron, 2000
    - Dambullaeus  Haitlinger, 2001
    - Harpagella  Southcott, 1996
    - Momorangia  Southcott, 1972
    - Neomomorangia  Fain & Santiago-Blay, 1993

  - триба Charletoniini
    - Charletonia  Oudemans, 1910 (Sphaerolophini Kishida, 1939)
    - Iguatonia  Haitlinger, 2004
    - Nagoricanella  Haitlinger, 2009
    - Neoabrolophus  Khot, 1965
    - Pukakia  Clark, 2014
    - Pussardia  Southcott, 1961

- Подсемейство Erythraeinae Robineau-Desvoidy, 1828
  - Abalakeus Southcott, 1994
  - Andrevella Southcott, 1961
  - Augustsonella Southcott, 1961
  - Claverythraeus Trägårdh, 1937
  - Curteria Southcott, 1961
  - Eatoniana Cambridge, 1897
  - Erythraeus Latreille, 1806
  - Erythraxus Southcott, 1961
  - Erythrellus Southcott, 1946
  - Erythrites Southcott, 1961
  - Erythroides Southcott, 1946
  - Erythrombium Berlese, 1910
  - Forania Southcott, 1961
  - Grognieria Oudemans, 1941
  - Helladerythraeus  Beron, 1988
  - Italuscium  Haitlinger, 2000
  - Kakamasia  Lawrence, 1944
  - Kamertonia  Gabrys, 2000
  - Lasioerythraeus  Welbourn & Young, 1987
  - Makolia  Saboori, Khaustov & Hakimitabar, 2009
  - Neophanolophus  Shiba, 1976
  - Neosmaris  Hirst, 1926
  - Paraphanolophus  Smiley, 1968
  - Phanolophus  André, 1927
  - Podosmaridia  Trägårdh, 1937
  - Rainbowia Southcott, 1961
  - Ramsayella Zhang, 2000
  - Taranakia Southcott, 1988
  - Teportlana Hoffmann & Mendez, 1973

- Подсемейство Leptinae Billberg, 1820
  - Leptus  Latreille, 1776
- Подсемейство Myrmicotrombiinae Southcott, 1957
  - Myrmicotrombium Womersley, 1934 (или в Leptinae)
- Подсемейство Phanolophinae
  - Phanolophus André, 1927